# Tindr Hallkelsson
Tindr Hallkelsson (934-1015) fue un vikingo y escaldo de Hallkelsstaðir, Gilsbakki, Mýrasýsla en Islandia. Era hijo de Hallkell Hrósskelsson y hermano de Illugi Hallkelsson, goði del clan familiar de los Gilsbekkingar.
Fue escaldo de la corte del jarl Håkon Sigurdsson y varios fragmentos de sus drápa sobre el jarl han sido preservados en la saga Jomsvikinga (de las "sagas reales"). Una estrofa del poema, relacionada con la batalla de Hjörungavágr, es citada en todas las fuentes.  La siguiente traducción es de la estrofa tal y como aparece la Heimskringla, a partir de la traducción inglesa de Samuel Laing de 1844. En la época de Laing el significado de la poesía escáldica era muy oscuro y se traducía muy libremente:

Entonces las flotas se enfrentaron y comenzó uno de los conflictos más encarnizados. Muchos cayeron de ambos lados, pero cayeron más por el bando de Haakon; pero los vikingos de Jomsborg lucharon con desesperación, coraje y ferocidad y atravesaron los escudos. Muchas lanzas fueron arrojadas contra el jarl Haakon, y su armadura quedó tan destrozada que se la quitó. Así dice Tind Halkelson: --
"El manto de anillos de la malla más fuerte
No pudo resistir el empuje del hierro,
Aunque tejido con cuidado y maestría,
Por Norn, para darle fuerza.
El fragor de la batalla rugía alrededor, --
¡La camisa de acero de Odín se deshizo!
El jarl se despojó de su cota de anillos,
Sus anillos de aceron tintinearon sobre la húmeda cubierta;
Parte de ella cayó en el mar, --
Una parte fue guardada, una pureba de
Lo afiladas y numerosas que eran las flechas
Entre los corceles del mar en esta batalla."

Tindr tiene un papel en la Heiðarvíga saga, donde dos lausavísur atribuido a él se preservan. También tiene un papel menor en la Harðar saga ok Holmverja.